# 晋商
晉商又稱晉幫，指的是「山西商人」或「山右商人」，「晉」是山西的簡稱。

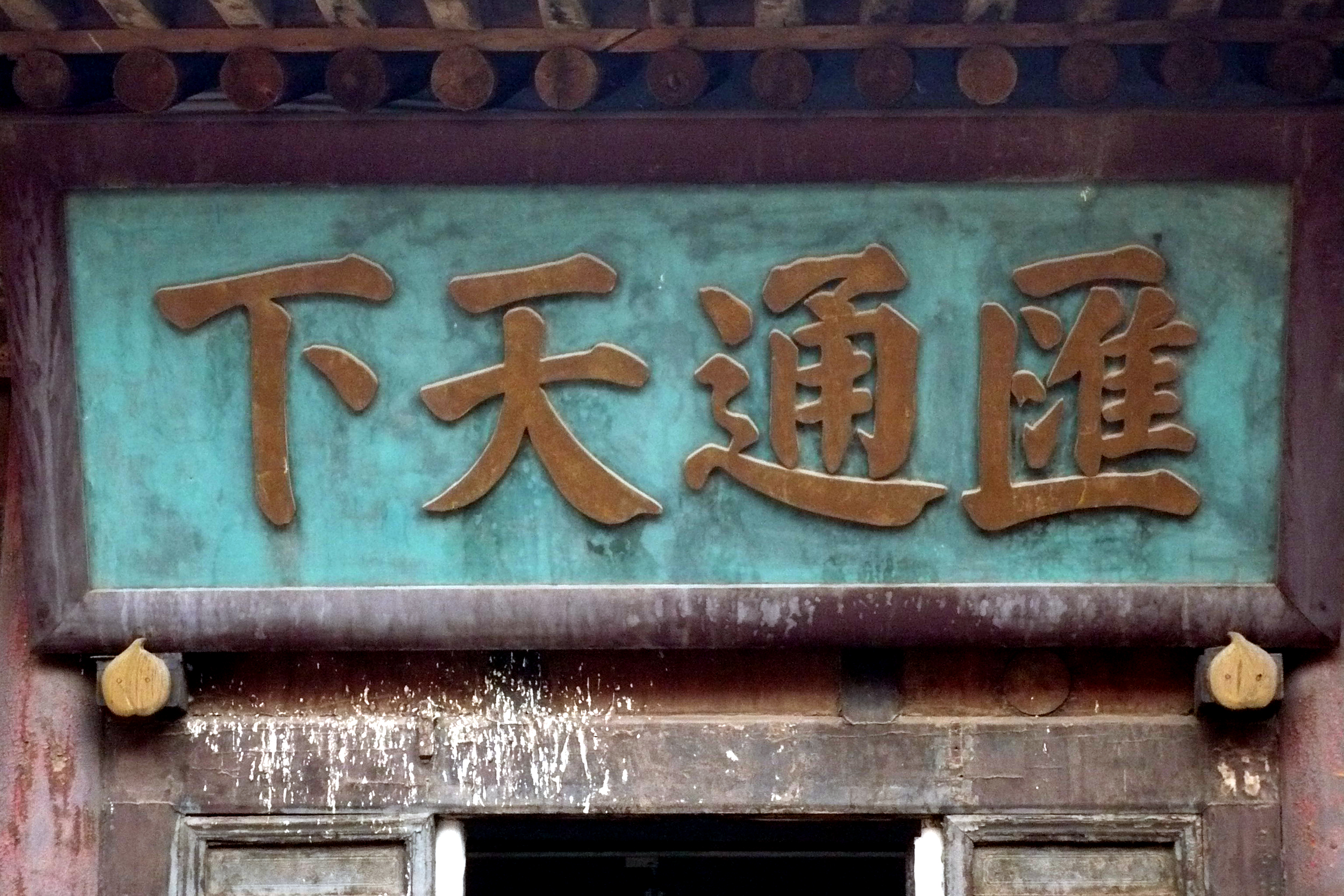
晋商鼎盛時期日昇昌票號幾乎壟斷金融

## 历史

### 明朝
明朝時，晉商通過經營邊防軍需物資起家，通過運輸軍糧獲得鹽引和銀兩。山西商人以華北為地盤，進出於江南，與徽商相競爭，明清之際，勢力又伸張到四川。晉商的興起，與明朝的北方邊防有關。明朝為防蒙古入侵，在長城一線屯駐大軍，基本上依靠屯田自給自足。但當地土地貧瘠，收穫不多，士兵又不能集中力量耕作，因而糧食不足，而募兵逐漸增多，交通不便，軍餉成為重大問題。明朝於是依賴華北各省的民運、或漕運，或採取納米贖罪等方法。其中開中法作用重大，召請商人把軍糧（米、麥、豆草等）運到邊境，給予鹽，並在一定範圍內販賣。宋代已有折中法，但規模不大，開中法卻把全國大部份產鹽區的鹽額都納入其中。開中商人兼營五穀和販鹽，獨佔鹽的販賣，獲取巨利。永樂以後，商人在北邊自營屯田，或低價向農民購入穀物囤積。開中法主要實行於山西和陝西，許多商人在此聚集進行商屯。當地商人佔有地利，逐漸抬頭。他們在黃土絕壁間，開鑿土窰，儲藏穀物，土窰乾燥，可保存穀物數十年，而可以避過盜匪的刦掠。山陝商人最善於利用這種地理條件來保貯糧食，借開中法積累資本，再經營金融業，擴展到江南一帶，經營絲綢與棉布買賣，販運到各地。
平陽、澤州、潞安府是山西商人的老家，當地富商往往有數十萬兩資產。他們往往一人出資，與同族同鄉合夥，稱為夥計。夥計各自負責分擔各種營業，誓無私藏。山西商人常與陝西商人合作，對抗其他商人。明代中葉，北邊逐漸開拓，軍餉徵集較易，而且銀亦開始流通，除了開中納糧外，官員開始用銀買糧，開中法開始斷絕了與北方直接的經濟關係，改為在鹽產地納銀開中，朝廷把銀兩分給邊區。於是徽商興起，與山西商人對峙。
由於山西南部有盐池，卖盐、取盐都非常方便，因此累積大量資本，形成了晋商，故有“平陽、澤、潞富豪甲天下，非數十萬不稱富”。明代中期，鹽業制度由“開中制”改為“折色制”。“折色制”是指将盐业经营权给了另一批商人，商人在内地就可以拿钱买盐，然后运到各地去卖。徽商就是这个时期兴起，渐渐超越了晋商，晉商的鹽業經營遇到了困難。由於王崇古和张四维的努力，允许明朝百姓和蒙古、女真等其他部落、國家與地區做贸易。晋商的事業转向对外贸易。学者余英时在《中国近世宗教伦理与商人精神》一文中指出：「明代扬州商籍有山西而无安徽，这便是政府优待山西商人而歧视徽商的明证。甚至在清代早期，山西商人在政治方面所取得的优势也依然没有动摇」。但是余英时显然忘记了明代的扬州与安徽其实属于同一个省级单位——南直隶辖下，扬州对明代徽州商人而言属于本地，其到扬州经商并不需要如山西商人那样临时寄附商籍。

### 明末清初
滿洲人利用最接近北京的山西商人擔當財政任務，在努爾哈赤時，已跟山西商人在撫順貿易，買賣人蔘、貂皮、珍珠等。清兵入關後，任命晉商為內務府商人。
清朝八大皇商是指山西商人范永斗、王登库、靳良玉、王大宇、梁嘉宾、田生兰、翟堂、黄云发。
在明朝政治日趋腐败和社会动荡的关头，商人特有的灵敏嗅觉，使他们看到了清朝的崛起和统一天下的野心 ，于是在正常贸易之外，暗中为清军输送军需物 资 ，提供关内各种情报 ，搞起政治买卖。
清军入关后，顺治没忘为己入主中原建立过赫赫功业的八大家，在紫禁城便殿设宴，亲自召见了他们，并赐给服饰。
宴上，顺治要给他们封官赏爵，八大家受宠若惊，竭力推辞。于是，顺治便将他们封为“皇商”（籍隶内务府）。
范永斗被命主持贸易事务，并“赐产张家口为世业”。其余七家，亦各有封赏。
从此。范永斗等取得了别的商人无法享有的政治经济特权。范永斗不但为皇家采办货物，还凭借皇家威势，广开财路，漫天作起买卖来。他除经营河东、长芦盐业外，还垄断了东北乌苏里、绥芬等地人参等贵重药材的市场，由此又被民间称为“参商”。转眼，范永斗成了拥有数百万之富的大皇商，八大家中之佼佼者，由此我们便知道皇商是如何发迹的。

### 清朝
清代山西商人對清朝財政有巨大貢獻，成為「御用商人」。清初鹽稅佔税入的一半，到清朝末年即使有關稅等其他新稅源，仍佔1/3。重要鹽場的食鹽販賣，都由山西商人承攬。其中淮南鹽場最重要，佔全國總產量40%，由晉商及徽商瓜分，徽商奢侈而晉商節儉，故晉商財力較雄厚。在兩浙、雲南、長蘆、河東、四川、福建等其他鹽場，晉商亦有販運，執全國大半鹽場之牛耳。為了軍需、賑濟、河工等，晉商也向政府大量捐輸。內務府又向晉商貸出資金數百萬兩，每年收息十數萬至百多萬兩。山西出身的揚州總商王履泰、范清洪，即曾分別承兌了30萬及13萬兩的貸款。地方衙門也向晉商貸出公款收息，補助經費。
晉商獲得各種特權，主要是取得鹽引。清代前期，銅錢價格經常上漲，鹽商賣鹽以銅錢交易，鹽稅卻以白銀繳交，鹽商盡可能持有銅錢，便能得到更多利潤。揚州鹽商資產可多達七、八千萬兩，晉商許多亦有百數十萬兩。此外，晉商也從事茶葉、米穀、人蔘、玉石、毛皮、銅、棉布等買賣，並經營當鋪，投資於製陶業，活動範圍遍及全國，各地主要城市都有山西會館。晉商甚至活動於東北、外蒙古、新疆等地，從事恰克圖中俄貿易，廣東的中英茶葉貿易，長崎的銅買賣。山西地狹人多，有鹽、鐵、煤、礬、綢等物產，商品很多，養成商人的習性，重視商人，富商與親王貝勒等高官聯盟，與總督巡撫結交。晉商多先外出他鄉，流寓十多年，跟隨他人學習經商秘訣，有積蓄後娶妻，開始獨立經營，以「信實」二字為金科玉律，維繫官紳及民眾的信用，甚至自幼學習蒙古語，以求向蒙古、東北發展。亦有學習針灸和經書。晉商往往借出高利貸而獲利，由於在各地活動，為了匯款，開始發展票號，不單從事其行號本身的匯兌，同時處理政府及民間的匯款，手續費相當龐大。
康熙帝南巡時曾經談到：「夙聞東南鉅賈大賈，號稱輻輳，今朕行歷吳越州郡，察其市肆貿遷，多系晉省之人，而土著者蓋寡，良由晉風多儉，積累易饒，南人習俗奢靡，家無儲蓄。」劉大鵬記錄了太谷當地的富庶繁華：「太谷為晉川第一富區也，大商大賈多基本於此間。城鎮村莊，亦多富室，放風俗奢侈為諸邑最。」咸丰初年，管理户部事务祁隽藻奏称：「自咸丰二年二月起，截止三年正月止，绅商士民捐输银数，则山西、陕西、四川三省最多。山西共计捐银一百五十九万九千三百余两」。咸豐六年（1856年），又捐輸白銀201萬兩。幾年下來，先後共捐輸白銀「數逾千萬」。同治三年（1864年），朝廷用兵新疆，筹饷银，山陕商人在新疆提供大量军饷。徐继畬说：「晋省前后捐输五六次，数逾千万。」。光绪二十年（1894年），财政拮据，分别向京都、汉口、广东的山西票号借银124万两。八國聯軍後簽定的《辛丑條約》，清政府交付各國戰爭賠款四億五千萬兩，也主要由山西票號匯解，由票號把這筆錢匯到英國的滙豐銀行，再由滙豐銀行交給各國政府。

### 沒落
清朝末年，上海成為通往西方的門戶，加上白銀外流，銅錢價格暴跌，晉商喪失販鹽的利益，而且交通路線的重大變遷，晉商便開始衰落。中國自古以農立國，歷代皆行抑商政策，商人社會地位低下，往往被人瞧不起，因此與官府關係越趨緊密。晉商雖然在中國近代金融界輝煌一時，但其興盛並非依靠自由經濟體系的競爭，而是依賴與朝廷的特殊關係。所謂「官商經濟」（或稱官商勾結的壟斷經營），晉商的後代往往走向科舉之路，最後在朝廷內閣任官，例如明朝萬曆時期的蒲州張四維家族。一榮俱榮，一損俱損，「一旦官僚消滅，票莊無所憑依，自然不能存在」。入清後，晋商被緊緊地綁在清王朝的戰車上，成了清王朝利用的工具，只能與清王朝的命運休戚與共。大量捐納加速了清王朝的沒落，同時造成了晉商本身生存發展的危機。同治元年（1862年），俄人因《中俄陸路通商章程》而享有特權，可節省大筆費用，所以俄商販茶業務扶搖直上，使得晉商壟斷兩湖的茶葉販運事業久不復見。同治七年（1868年），恰克圖的晉幫商號由原來的一百二十家下降到四家。光緒三十四年（1908年），山西蔚豐厚票號北京分莊經理李宏齡建議改組票號為銀行，卻遭到蔚泰厚總經理毛鴻翰的反對。
辛亥革命後，山西票號毫無準備，放出之款無法收回，日升昌票號在四川、陝西各省的損失，「總計損失白銀300萬兩以上」，天成亨票號被土匪搶劫現銀100多萬兩，蔚泰厚票號總經理毛鴻翰轉而支持票號改革，山西票號向奧商華利銀行借款 200萬磅，不久國務總理熊希齡倒台，貸款之事成為泡影。最後晉商迅速退出歷史舞臺。

## 影响
晉商在明清時期達到鼎盛，富可敵國，曾經一度壟斷中國票號匯兌業，曾有「中國威尼斯商人」之稱。
晋商、粤商、徽商、浙商、苏商一道，在历史上被合称为“五大商帮”；晋商、潮商与徽商是中国历史“三大商帮”。

## 文化
- 《白銀谷》，為一部描寫晉商的小説。
- 《白銀帝國》，為台商郭台銘所投資的一部描寫晉商的電影。

## 晉商與武術
由於晉商經商在外，經常會遇到盜賊的襲擊，因此晉人歷來重視武術。故山西境內，鏢局林立，名師眾多。光绪三十年（1904年），李复祯为太谷县王庄富商保镖，从北京路经十八盘时，與黑老鸦交手，黑老鸦被擊退，身患重傷。清末仍有不少鏢局，如山西榆次人安晉元在張家口開辦三合鏢局，王福元在蒙古三岔河開辦興元鏢局。

## 重要人物
- 張四維
- 范世逵
- 常万达
- 曹三喜
- 侯兴域
- 喬致庸
- 渠源浈
- 渠本翘
- 渠晋山
- 閻錫山
- 孔祥熙
- 郭台銘,郭台強,郭守正家族
- 李彥宏(百度公司董事長兼CEO)
- 孫宏斌(融創中國控股公司董事長,地產大亨)
- 賈躍亭(樂視公司前董事長)